# Международная ассоциация филателистических журналистов
Междунаро́дная ассоциа́ция филателисти́ческих журнали́стов, сокращённо АИЖП (фр. Association internationale des journalistes philatéliques — AIJP, англ. International Association of Philatelic Journalists), — международное объединение журналистов и авторов, пишущих на тему филателии, учреждённое в 1962 году.

## Цели
Основными целями деятельности АИЖП, объединяющей в своих рядах работающих в области филателии журналистов, писателей-авторов филателистической литературы и составителей каталогов почтовых марок, являются:
- содействие укреплению мира и дружбы между народами,
- распространению правдивой информации,
- развитию филателистической прессы,
- борьбе с фальсификацией, спекуляцией и выпуском вредных марочных эмиссий.

## Членство
Членство в организации — индивидуальное для журналистов, писателей и других профессионалов, посвятивших себя филателии. Критериями приёма в неё являются:
- публикация на регулярной основе статей филателистической тематики в периодических изданиях,
- подготовка материалов филателистической тематики для радио и телевидения или
- издание филателистических журналов и каталогов, отдельных работ.

## Руководство
Руководящий орган ассоциации — правление, в состав которого входят президент, вице-президент, генеральный секретарь, казначей и три директора, избираемые конгрессом ассоциации сроком на три года.
По состоянию на 2024 год ассоциацию возглавлял президент Вольфганг Маассен.

Эмблема ВАРФ, на полях которой указаны аббревиатуры АИЖП и других организаций-основателей ВАРФ

## Сотрудничество
Международная ассоциация филателистических журналистов работает вместе с Международной федерацией филателии (ФИП) и поддерживает её деятельность и решения.
АИЖП также является одним из учредителей и участников Всемирной ассоциации по развитию филателии (ВАРФ).

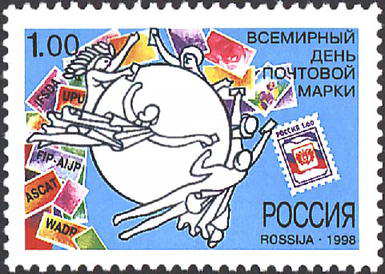
Марка России (1998) в честь Дня почтовой марки, на которой даны аббревиатуры ФИП, АИЖП и других международных филателистических организаций (ЦФА [АО «Марка»] № 466)
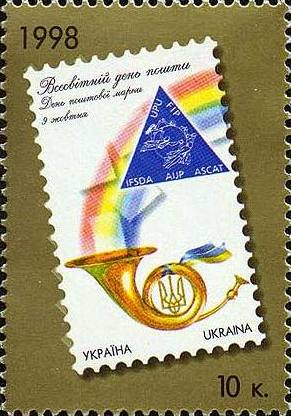
Аббревиатура АИЖП на эмблеме ВАРФ, изображённой на марке Украины (1998) в честь Всемирного дня почты и Дня почтовой марки (Mi #279)

## История
Эта международная организация была основана в 1962 году во время проведения конгресса ФИП, приуроченного к международной филателистической выставке «Прага-1962», и к середине 1970-х годов имела около 600 членов в 51 стране мира.
Предшественницей АИЖП была Международная федерация филателистической прессы (ФИПП), объединявшая журналистов, работающих в филателистической прессе. Она была учреждена в 1927 году в Италии Джулио Тедески (Giulio Tedeschi) и распущена в 1948 году.